# Canonbury

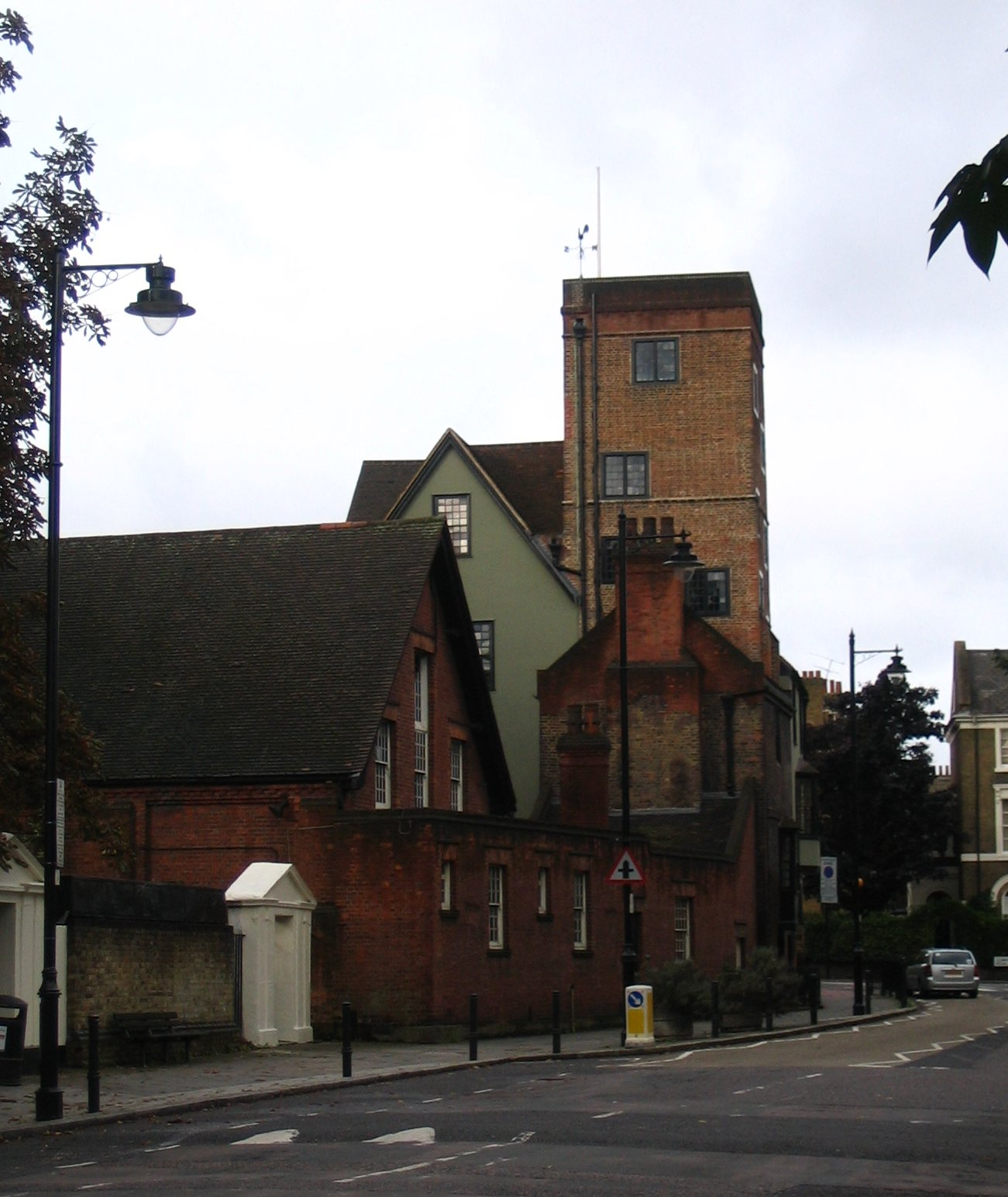
Tháp Canonbury năm 2008

Canonbury là một khu dân cư tại Khu Islington của Luân Đôn, nằm về phía bắc Luân Đôn. Khu vực chủ yếu là đất tự do cho đến khi nó được phát triển thành một vùng ngoại ô trong những năm đầu thế kỷ 19. Từ 1950, khu vực có những bước phát triển mới phục hồi thiệt hại do chiến tranh gây ra.

## Các tuyến buýt gần nhất
| Tuyến buýt | 4  | 19  | 21  | 30  | 38  | 43  | 56  | 67  | 73  |
| Tuyến buýt | 76 | 141 | 149 | 242 | 243 | 271 | 277 | 341 | 476 |